# Joan Roig der Jüngere
Joan Roig der Jüngere (auch Joan Roig i Gurri, * 1656 in Barcelona (unsicher); † 1706 ebenda) war ein katalanischer Bildhauer des Barock. Er war der Sohn des Bildhauers Joan Roig der Ältere.

## Leben und Werk
Joan Roig der Jüngere absolvierte in der von seinem Vater mitbegründeten Bildhauergilde von Barcelona eine Bildhauerausbildung. Er wurde dort mit einem halbreliefierten nackten Heiligen Sebastian in die Bildhauergilde aufgenommen. Er fertigte das Altarbild der Kapelle Mare de Déu del Roser für das Kloster Santa Caterina in Barcelona. Er war der Autor der Modelle für die monumentalen Kronleuchter in der Kathedrale von Mallorca und für die Silberurne von Sant Bernat Calbó in Vic, Werke die der Silberschmied Joan Matons vor Ort ausführte.
Joan Roig der Jüngere war wie sein Vater Repräsentant eines barocken Stils, der sich zunehmend zum Rokoko hin entwickelte.